# Rántás (gasztronómia)

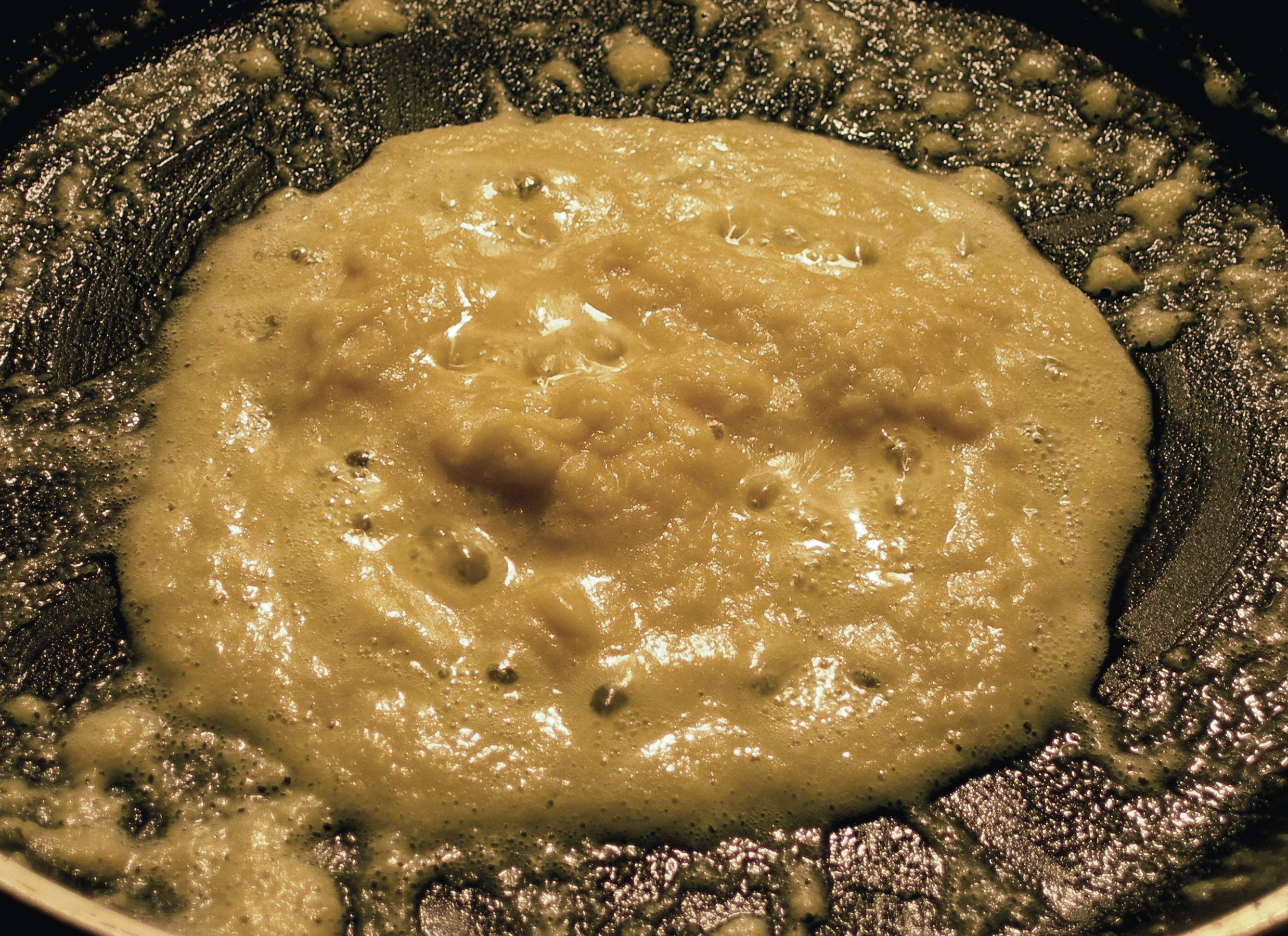
Rántás készülőben

A rántás konyhatechnológiai művelet, a sűrítés egy módja, zsiradék és liszt szükséges hozzá. A magyar konyhaművészetben gyakran kerül a rántásba pirospaprika, vagy vöröshagyma, fokhagyma is, illetve kevés cukor a karamellizáláshoz.
 Levesek, szószok sűrítéséhez használják, illetve a magyar konyhára jellemző főzelékek sűrítési módja is ez.
A rántás nem csak sűríti, de dúsítja is az ételt, növeli a kalóriatartalmát, ugyanakkor a fehérjetartalmát és a biológiai értékét csak kis mértékben. A rántás 65-250 kalóriával emeli meg a személyenkénti adag fűtőértékét.

## Etimológiája
Horger Antal kutatásai szerint a rántás szavunk, akárcsak a rántotta, a régi rát igéből származik, melynek jelentése „pörköl, süt”. A rántás szó a liszt-rátás-ból származik, és a más jelentésű ránt ige hatására kerülhetett bele az n hang.

## Készítése
A rántás készítéséhez állati zsiradék, vaj vagy növényi olaj szükséges, valamint liszt. A rántás tulajdonképpen pirítás, a lisztet a forró zsiradékban pirítják, világosabb vagy barnább színűre, a felhasználásnak megfelelően, majd folyadékkal felöntik és elkeverik, ezt az elegyet (emulziót) öntik a sűrítendő ételhez. Ezt követően sokáig főzni már nem szabad, jellemzően, 8-10 perc elegendő az ételnek. A rántás készülhet pirospaprikával, ilyenkor a zsiradékban lepirított lisztet leveszik a tűzről, és picit hűlni hagyják, hogy a paprika ne égjen meg és ne legyen keserű. A rántást hagymás, fokhagymás alapra is lehet készíteni. A hideg rántást mindig forró lével kell higítani, a meleg rántást pedig hideggel, másképp csomósodni fog. A csomóssá vált rántáson szűrőn átnyomás segítségével lehet javítani.
Gluténérzékenység vagy lisztérzékenység esetén alternatív lisztekkel, például rizsliszttel, zabpehelyliszttel is készíthető. Az útifűmaghéj viszont kocsonyás állagot kölcsönöz az ételeknek.
A rántást lehet tejföllel is dúsítani, például a főzelékek készítésekor. A tejfölös rántás nem egyezik meg a habarással.

## Lejátszódó folyamatok
A forró zsírban a lisztben lévő keményítő elkezd lebomlani, cukorrá alakulási folyamata közben egy közbenső termék, dextrin keletkezik. A liszt cukortartalma megolvad, majd karamellizálódik, a fehérjetartalma pedig Maillard-reakcióban, új kötésekkel pörzsanyagokká (melanoidinek) alakul. A dextrin a reakció következtében elszíneződik, sárgásbarna lesz. A rántáshoz használt zsírból zsírsavak szabadulnak fel a hő hatására, amelyek fokozzák a gyomornedvtermelést.

## Típusai
A rántás többféle színű lehet, attól függően, mennyi ideig pirítják a lisztet. A fehér rántás esetén a lisztet csak habosítják, nem engedik pirulni, például a parajból, sóskából vagy paradicsomból készült ételekhez. Ide tartozik a besamel is, ahol vajat és tejet használnak a liszthez. A rózsaszín vagy zsemleszínű rántást karfiolhoz vagy kelkáposztához alkalmazzák, a sötétebb, barna színű rántást pedig például rántott levesekhez, lencsefőzelékhez.
A diétás rántás készítésekor a lisztet zsiradék nélkül pirítják, majd vizet tesznek hozzá és csak később tesznek hozzá zsiradékot, ezáltal megakadályozva a zsír gyomornedvtermelést fokozó zsírsavakra bomlását.

## Más nemzeteknél

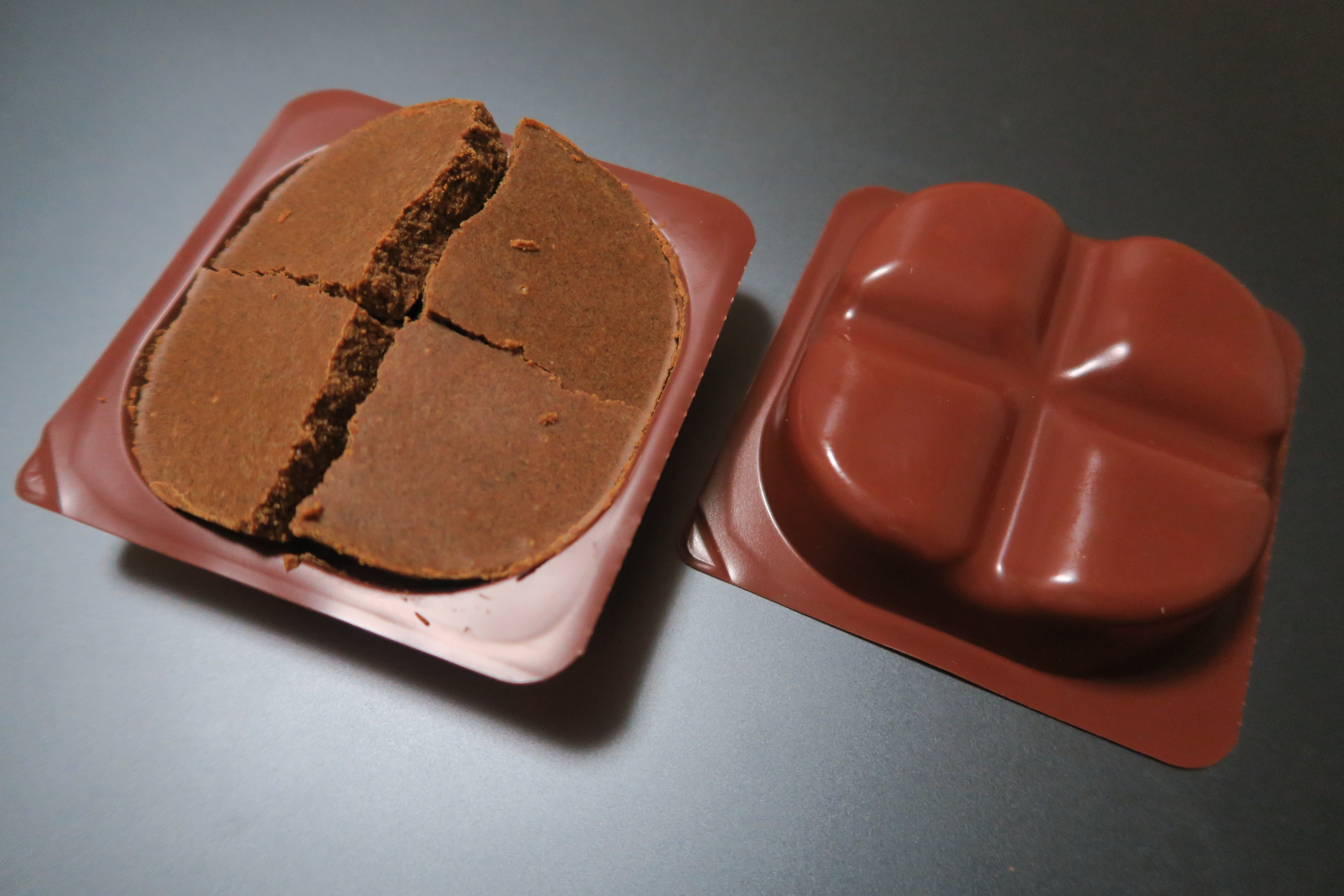
Készen kapható karerú, azaz curryrántás Japánban

A rántás számos nép konyhaművészetében létező konyhatechnikai eljárás. A francia konyhaművészetben az alapmártások kedvelt készítési módja, így készül például a besamel, a fehérmártás (velouté), a barnamártás (espagnole) és a paradicsommártás (sauce tomat).
A közép-európai konyhában gyakran sertészsírral készítik a rántást. A rántás szlovákul zápražka, csehül jíška, lengyelül zasmażka, bosnyákul, horvátul, szerbül és macedónul zaprška (запршка; zaprska), bolgárul zaprzska (запръжка), németül Mehlschwitze.
A török konyhaművészetben meyane néven ismerik, és legalább a 15. század óta használják.
Japánban a curry (カレー, kare) készítéséhez használják, curryport és lisztet pirítanak zsiradékon, a rántás nevét pedig a franciáktól vették át: rú (ルー).